# Zbór Kościoła Chrześcijan Baptystów w Zgorzelcu
Zbór Kościoła Chrześcijan Baptystów w Zgorzelcu – zbór Kościoła Chrześcijan Baptystów znajdujący się w Zgorzelcu, przy ulicy Bolesława Prusa 10.
Nabożeństwa odbywają się w każdą niedzielę o godzinie 11:00 i czwartek o godzinie 17:00.